# Frauen der deutschen Geschichte
Frauen der deutschen Geschichte ist eine deutsche Dauermarkenserie, die vom 13. November 1986 bis zum 16. Januar 2003 erschien. Vor der Währungs-, Wirtschafts- und Sozialunion waren die Briefmarken nur in der Bundesrepublik Deutschland und West-Berlin wechselseitig gültig, danach konnten sie auch in der DDR genutzt werden. Seit der Wiedervereinigung wurden sie in ganz Deutschland ausgegeben. Es gibt insgesamt 39 Werte (Berlin: 17).

## Beschreibung

Deckblatt des Ersttagsblattes, richtiger: der Ministerklappkarte im Format A6, die als Präsent überreicht wurde (13. Oktober 1994)

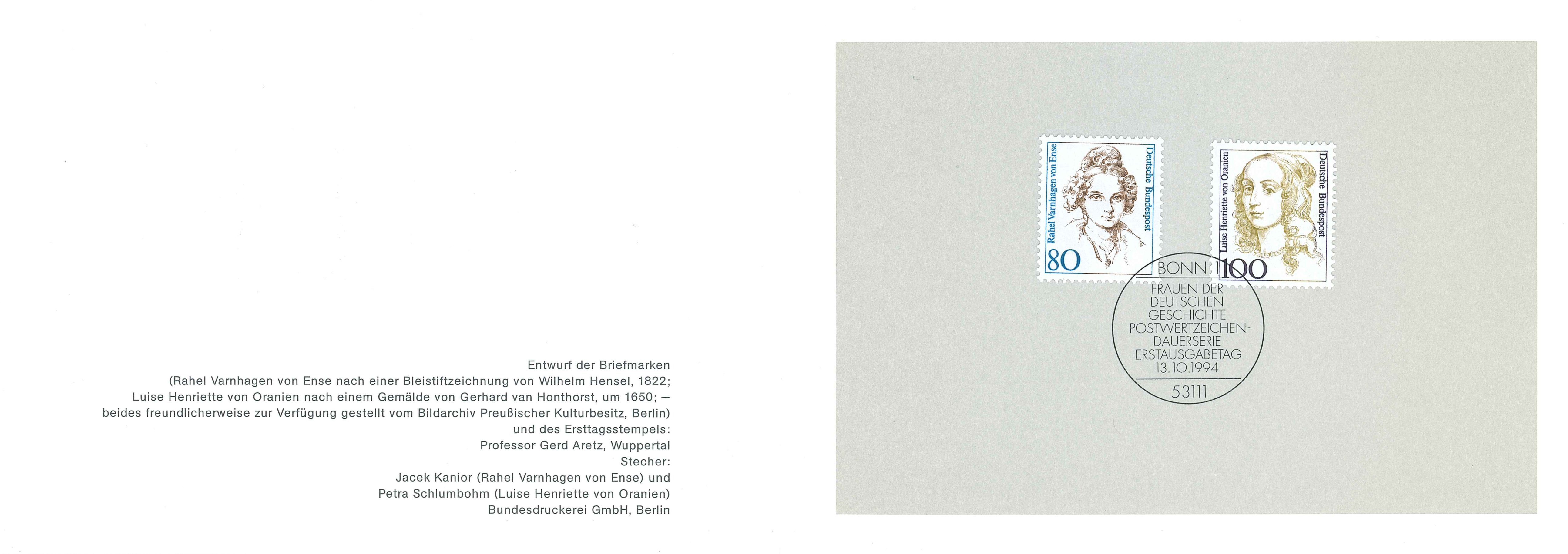
Innenansicht des Ersttagsblattes (Ministerklappkarte) (13. Oktober 1994)

Jede Freimarke der Serie zeigt das Porträt einer berühmten weiblichen Persönlichkeit der deutschen Geschichte in zweifarbiger Illustration auf weißem Hintergrund. Die Gestaltung übernahm der Briefmarkenkünstler Gerd Aretz. Bei den ausgewählten Persönlichkeiten handelt es sich keineswegs nur um deutsche Frauen, so wurden beispielsweise auch den Österreicherinnen Lise Meitner und Bertha von Suttner eine Dauermarke gewidmet. Der Landesname und der Postwert der Briefmarke ist stets in einer anderen Farbe als das Porträt gedruckt.
Der Landesname auf den Dauermarken variiert auf Grund der Teilung Deutschlands und der Postreform:
- „Deutsche Bundespost“ 1986 bis 1990 in den alten Bundesländern und danach in ganz Deutschland
- „Deutsche Bundespost Berlin“ 1986 bis 1990 in West-Berlin
- „Deutschland“ seit 1995

Die Währungsangabe auf den Dauermarken variiert auf Grund der Euroeinführung:
- mit einfacher Währungsangabe Pfennig 1986 bis 1999
- mit doppelter Währungsangabe Pfennig und Euro 2000 bis 2001
- mit einfacher Währungsangabe in Euro seit 2002

Auffällig dabei ist auch der Übergang der Nennwerte von der Währungsuntergliederung Pfennig (als Teil der Deutschen Mark) zur Hauptwährung (Euro), wobei die Centbeträge als Kommastellen dargestellt werden.
Die Berliner Ausgaben waren bis zum 31. Dezember 1991 gültig, die bundesdeutschen Ausgaben in ausschließlich DM-Währung bis zum 30. Juni 2002. Die bundesdeutschen Ausgaben mit doppelter Währungsbezeichnung und mit Währungsangabe nur in Euro sind unbegrenzt gültig. Somit sind also acht Marken der Serie weiterhin frankaturgültig.
Die Marken erschienen ausschließlich in Bogen. Die ersten Marken wurden in der bis dahin üblichen Form des Bogens mit 100 Marken (10 mal 10) ausgegeben, später ging man zum so genannten Kleinbogen mit zehn Marken (2 mal 5) über. Die Marken wurden als bisher letzte Serie der deutschen Postgeschichte im aufwändigeren Stichtiefdruck hergestellt.
Um Fälschungen zu erschweren, wurde ab dem 17. Juli 1997 (ab Michel-Nummer 1932) bis 8. November 2001 (Michel-Nummern 2224–2235) das Papier mit Melierfasern versehen, gleiches gilt auch für die Serie Sehenswürdigkeiten.

## Besonderheiten

### Seltenheit bedarfsgestempelter Berliner Ausgaben
Jene Dauerserie, welche nur in Bogenform erhältlich ist, wird wesentlich weniger an Schaltern verkauft als jene welche aus dem Spender verfügbar ist, zusätzlich war die Laufzeit der gesonderten Ausgaben für West-Berlin nur rund 4 Jahre. Wenn man von den gängigen Werten absieht, resultiert eine Seltenheit von sauber bedarfsgestempelten Briefmarken, erst recht von Eckrandstücken und Paaren. Aufgrund des Portounterschieds wurde 1990 und 1991 Post Westberliner Unternehmen und Institutionen im Osten der Stadt aufgegeben und dort gestempelt.
Nicht selten sind Exemplare mit Versandstellenstempel (z. B. von Berlin 12) und Sonderstempel, beides waren zu Ausgabezeiten sehr beliebt unter Briefmarkensammlern. Ebenso Bedarfsstempel aus dem Bundesgebiet.

### Das Gratis-Markenheftchen für die neuen Bundesländer
Etwas mehr als ein Jahr nach der Wiedervereinigung, ab 1. September 1991, erhielt jeder Haushalt in den neuen Bundesländern aus Anlass der Portoangleichung zwischen Ost- und Westdeutschland kostenlos ein Geschenkheftchen mit 10 Briefmarken mit dem Bildnis von Therese Giehse (Erstausgabe: 10. November 1988). Das Geschenkheftchen hatte die Aufschrift „Briefmarken für Sie“ darunter war eine Art Geschenkband mit Schleife in den Farben schwarz-rot-gold gedruckt gefolgt von den fünf Landeswappen. Die Briefmarken wurden aus normalen Schalterbogen, im Format 5 waagrecht × 2 senkrecht, entnommen und kommt mit dem linken oder rechten Bogenrand (teils auch mit Bogenlaufnummer) vor. Insgesamt wurden 10 Millionen Geschenkheftchen hergestellt, der Rest wurde später an den Postschaltern und über die Versandstelle zum Nennwert von 10,00 DM verkauft.

## Liste der Dauermarkenserien

### Frauen der deutschen Geschichte der Bundesrepublik Deutschland (alte Bundesländer) einschließlich Berlin (West)
Die Werte „Bund“ und Berlin erschienen bis auf den Wert zu 60 Pfennig jeweils gleichzeitig. Der Wert zu 1,20 DM erschien jedoch nicht in Berlin.
| Wert in Pfennig | Persönlichkeit                | Ausgabedatum                                 | Mi.-Nr. Bund, Berlin |
| --------------- | ----------------------------- | -------------------------------------------- | -------------------- |
| 5               | Emma Ihrer                    | 9. Februar 1989                              | 1405 833             |
| 10              | Paula Modersohn-Becker        | 14. April 1988                               | 1359 806             |
| 20              | Cilly Aussem                  | 5. Mai 1988                                  | 1365 811             |
| 40              | Maria Sibylla Merian          | 17. September 1987                           | 1331 788             |
| 50              | Christine Teusch              | 13. November 1986                            | 1304 770             |
| 60              | Dorothea Erxleben             | 17. September 1987 Berlin: 10. November 1988 | 1332 824             |
| 80              | Clara Schumann                | 13. November 1986                            | 1305 771             |
| 100             | Therese Giehse                | 10. November 1988                            | 1390 825             |
| 120             | Elisabeth Selbert             | 6. November 1987                             | 1338 –               |
| 130             | Lise Meitner                  | 5. Mai 1988                                  | 1366 812             |
| 140             | Cécile Vogt                   | 10. August 1989                              | 1432 848             |
| 170             | Hannah Arendt                 | 10. November 1988                            | 1391 826             |
| 180             | Lotte Lehmann                 | 13. Juli 1989                                | 1427 844             |
| 240             | Mathilde Franziska Anneke     | 10. November 1988                            | 1392 827             |
| 250             | Luise von Preußen             | 13. Juli 1989                                | 1428 845             |
| 300             | Fanny Hensel geb. Mendelssohn | 10. August 1989                              | 1433 849             |
| 350             | Hedwig Dransfeld              | 10. November 1988                            | 1393 828             |
| 500             | Alice Salomon                 | 12. Januar 1989                              | 1397 830             |

### Frauen der deutschen Geschichte des wiedervereinigten Deutschlands
Da sich die Portosätze für Postsendungen in den Verkehrsgebieten West (alte Bundesländer einschließlich West-Berlin) und Ost (Beitrittsgebiet) zunächst noch unterschieden (teilweise nur die Hälfte), mussten einige neue Wertstufen produziert werden. Da die unterschiedlichen Portosätze schnell teilweise in großem Umfang missbraucht wurden, wurden selbige relativ schnell auf das Niveau des Verkehrsgebietes West angepasst, so dass viele Wertstufen nur eine kurze praktische Verwendungsphase hatten. Die Marken aus den alten Bundesländern wurden, soweit ihre Wertstufen noch dem postalischen Bedarf entsprachen, auch in den neuen Bundesländern verkauft.
| Wert in Pfennig                | Persönlichkeit              | Ausgabedatum     | Mi.-Nr. |
| ------------------------------ | --------------------------- | ---------------- | ------- |
| 30                             | Käthe Kollwitz              | 8. Januar 1991   | 1488    |
| 70                             | Elisabet Boehm              | 8. Januar 1991   | 1489    |
| 80                             | Rahel Varnhagen von Ense    | 13. Oktober 1994 | 1755    |
| 100                            | Luise Henriette von Oranien | 13. Oktober 1994 | 1756    |
| 150                            | Sophie Scholl               | 14. Februar 1991 | 1497    |
| 200                            | Bertha von Suttner          | 14. Februar 1991 | 1498    |
| 400                            | Charlotte von Stein         | 9. Januar 1992   | 1582    |
| 450                            | Hedwig Courths-Mahler       | 11. Juni 1992    | 1614    |
| Länderbezeichnung: Deutschland |                             |                  |         |
| 100                            | Elisabeth Schwarzhaupt      | 16. Oktober 1997 | 1955    |
| 110                            | Marlene Dietrich            | 14. August 1997  | 1939    |
| 220                            | Marie-Elisabeth Lüders      | 28. August 1997  | 1940    |
| 300                            | Maria Probst                | 16. Oktober 1997 | 1956    |
| 440                            | Gret Palucca                | 8. Oktober 1998  | 2014    |

### Frauen der deutschen Geschichte mit doppelter Währungsangabe sowie mit Währungsangabe nur in Euro
Die Marken mit doppelter Währungsangabe hatten nach der Währungsumstellung nur noch eine kurze Gebrauchsphase, da sich am Postschalter insbesondere die Portostufen zu 100 Pf/0,51 € und zu 110 Pf/0,56 € als zu aufwändig erwiesen. Dies veranlasste die Deutsche Post AG zu einer Tarifanpassung auf runde Entgelte (Portosätze auf 0 oder 5 endend), so dass die Marken ebenfalls eine für Dauerserien nur verhältnismäßig kurze Einsatzzeit hatten. Die Deutsche Post AG bot für diese Wertstufen aber, bis dato einmalig in der deutschen Postgeschichte, in großem Stil den Umtausch der alten Wertstufen in die neuen Wertstufen an. Hintergrund war, dass viele Betriebe und Privatpersonen im Zuge des Umtausches der alten auf Deutsche Mark lautenden Briefmarken mit den nunmehr nicht mehr praktikablen Portostufen beliefert worden waren.
| Wert in Pfennig und Euro  | Persönlichkeit              | Ausgabedatum              | Mi.-Nr.                   |
| Werte in Pfennig und Euro | Werte in Pfennig und Euro   | Werte in Pfennig und Euro | Werte in Pfennig und Euro |
| ------------------------- | --------------------------- | ------------------------- | ------------------------- |
| 100 ↔ 0,51 €              | Grethe Weiser               | 9. November 2000          | 2149                      |
| 110 ↔ 0,56 €              | Käte Strobel                | 9. November 2000          | 2150                      |
| 220 ↔ 1,12 €              | Marieluise Fleißer          | 11. Januar 2001           | 2158                      |
| 300 ↔ 1,53 €              | Nelly Sachs                 | 11. Januar 2001           | 2159                      |
| Werte nur in Euro         |                             |                           |                           |
| 0,45 €                    | Annette von Droste-Hülshoff | 27. Dezember 2002         | 2295                      |
| 0,55 €                    | Hildegard Knef              | 27. Dezember 2002         | 2296                      |
| 1,00 €                    | Marie Juchacz               | 16. Januar 2003           | 2305                      |
| 1,44 €                    | Esther von Kirchbach        | 27. Dezember 2002         | 2297                      |